# 牧本天増
牧本 天増（まきもと てんぞう、1997年 - ）は、日本の起業家。WannaEat株式会社の代表取締役社長。 

## 経歴
中国生まれ。高校時代に日本に移住した。中央大学商学部在学中の2019年、明大前にタピオカ屋「OWLTEA」を開業し、1年で8店舗まで拡大した。最高月商は1300万円に達した。
大学入学後にマルチ商法の被害に遭い、1000万円の借金を背負った経験から起業を志した。タピオカビジネスの利益で借金を完済し、逆境を乗り越えた。
2020年6月、株式会社バーチャルレストランを設立。2022年9月、評価額2桁億以上でUSEN＆U-NEXT GROUPへ参画し、グループ最年少社長となった。2023年8月、商号をWannaEat株式会社に変更した。
2023年11月、(株)Toremoroを買収。2024年には、Forbes JAPAN「30 UNDER 30」の「Forbes JAPAN 30 UNDER 30 2024」を受賞。  

## WannaEatの事業
WannaEatは飲食店向けのフードライセンスシェアリングサービス「フーシェア」を展開している。このサービスにより、加盟店は110以上のブランドを取り扱うことができ、新メニューの販売を通じて収益を増やせる。現在、全国約1500店舗が加盟している。
フーシェアの特徴は以下の通り。
- 実店舗のキッチンを活用し、デリバリー専用メニューを提供できる
- 本部から食材がOEMで供給され、調理の手間とコストを削減できる
- 多様なフードブランドを導入することで、顧客に新しい食体験を提供できる

これにより、飲食店は新たな収益源を確保しつつ、フードロスを削減することもできる。 

### フードロス削減
効率的なオペレーションにより、WannaEatは食材の無駄を最小限に抑えている。加盟店に対し、適量の食材をOEMで提供することで原価率を20%に抑え、フードロスの削減にも寄与している。 

## 海外展開
WannaEatは海外のフードデリバリー市場にも進出する計画を立てている。アジア市場を中心に、各国の食文化に適応したビジネス展開を目指す。これにより、日本発の食のプラットフォームとして、グローバルな影響力を持つ企業へと成長することが期待される。

## 評価
2024年、牧本氏はForbes JAPAN「30 UNDER 30」のBUSINESS & FINANCE & IMPACT部門に選出された。「飲食店の未来を変える」というビジョンが高く評価され、次世代を担うイノベーターの1人に数えられた。
牧本氏は、飲食業界の厳しい現状を打破するための新たな収益モデルを提供し、デリバリー市場の拡大に対応した効率的なオペレーションを実現している。また、フードロス削減や海外展開など、持続可能な食の未来に向けた取り組みも推進している。